# Освіта в Румунії
Освіта в Румунії діє на основі безкоштовності, егалітарної системи. Доступ до безкоштовної освіти гарантується статтею 32 Конституції Румунії. Освіта регулюється Міністерством освіти і науки. Кожен крок має свою власну форму організації і підпорядковується іншим законам і директивам. З падінням комуністичного режиму, румунська система освіти пройшла через кілька реформ.
Дитячий сад є обов'язковим у віці до шести років. У віці шести років, діти повинні приєднатися до «підготовчого навчального року», який є обов'язковим для того, щоб увійти в перший клас. Навчання починається у віці семи років, і є обов'язковим до десятого класу (що відповідає віку шістнадцяти або сімнадцяти). Навчальний цикл закінчується в дванадцятому класі, коли студенти закінчують бакалаврат. Вища освіта вирівнюється на Європейський простір вищої освіти.
Станом на серпень 2010 року, налічувалося близько 4700 відкритих шкіл в Румунії.
Станом на 2011 рік, більше три мільйони студентів були зараховані в систему освіти.